# La Haye-Bellefond

La Haye-Bellefond este o comună în departamentul Manche, Franța. În 1 ianuarie 2022 avea o populație de 67 de locuitori.